# Rue de Chalon
La rue de Chalon est une voie située dans le quartier des Quinze-Vingts du 12e arrondissement de Paris, en France.

## Situation et accès
Une partie de la rue est située en souterrain, elle longe la gare de Lyon.
La rue de Chalon est accessible par les lignes de métro 1 et 14 à la station Gare de Lyon.

## Origine du nom
Elle porte le nom de la sous-préfecture du département de Saône-et-Loire, Chalon-sur-Saône, accessible depuis la gare de Lyon située à proximité.

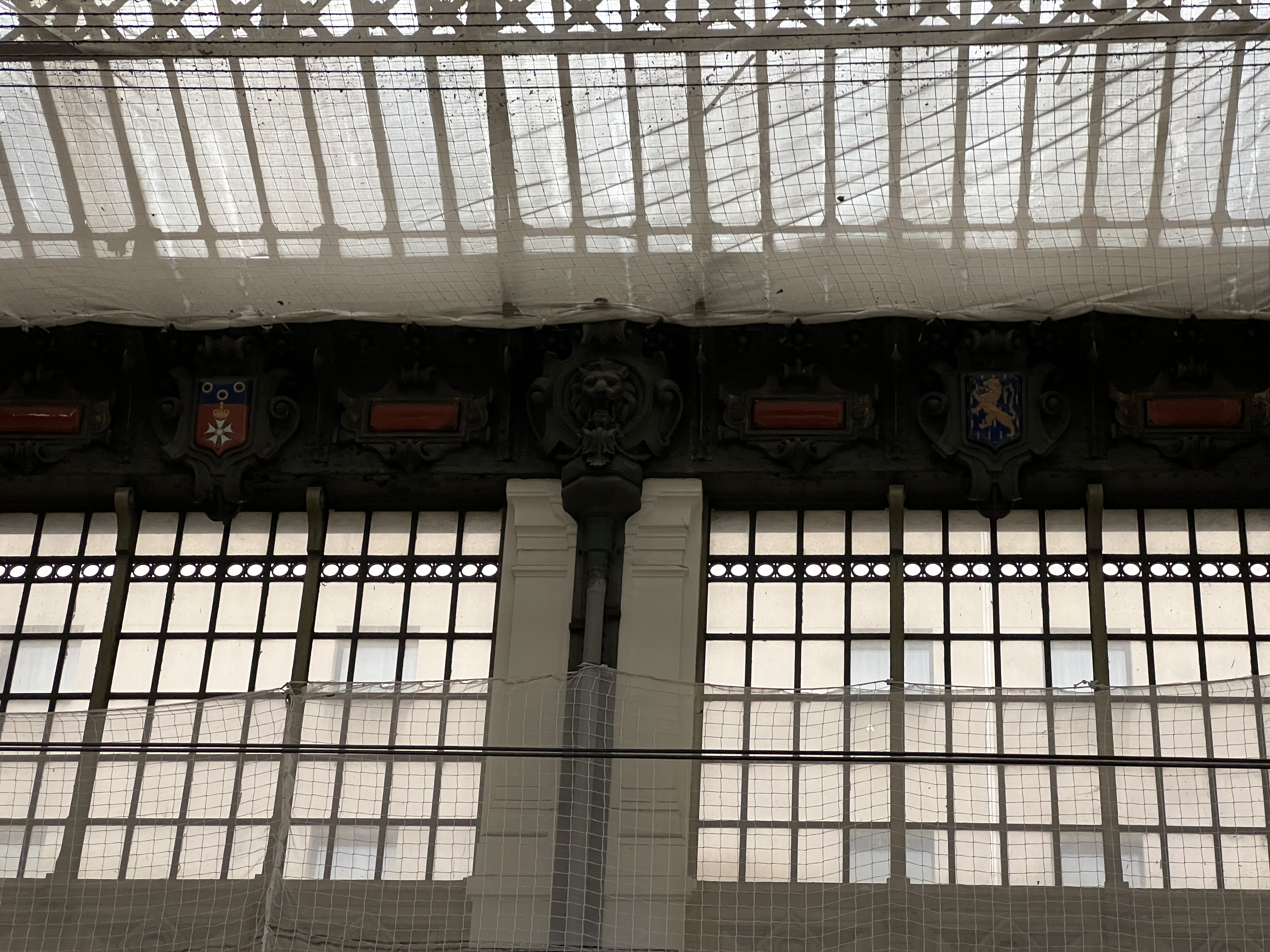
Armes de Chalon-sur-Saône (à gauche) figurant à l’intérieur de la gare de Lyon.
Armes de Chalon-sur-Saône actuelles.

## Historique
La voie est ouverte par l’État en 1850 et cédée ensuite à la Ville de Paris.
La rue fait partie d'un quartier insalubre, l'îlot Chalon, connu pour être un lieu de consommation de drogue et d'accueil d'une population d'origine immigrée importante, jusqu'à sa rénovation dans les années 1980 et 1990.  
La plus grande partie de la voie est déplacée et mise en souterrain sur une longueur de 300 m environ à partir de la rue de Rambouillet, dans le cadre de l'aménagement de la ZAC Chalon dans les années 1990. 